# Agung Prasetyo (cầu thủ bóng đá, sinh 1992)
Agung Prasetyo (sinh ngày 22 tháng 12 năm 1992) là một cầu thủ bóng đá người Indonesia hiện tại thi đấu ở vị trí hậu vệ cho Sriwijaya FC ở Indonesia Super League.

## Sự nghiệp quốc tế
Agung ra mắt cho U-23 Indonesia ngày 6 tháng 6 năm 2015 trước U-23 Campuchia ở SEA Games 2015.